# Scoarța terestră
:Pentru alte utilizări ale termenului Scoarță, vezi Scoarță (dezambiguizare).

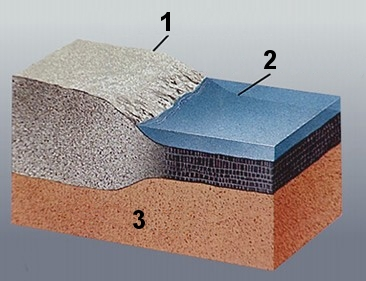
Schema simplificată a scoarței terestre:
1. crusta continentală;
2. crusta oceanică;
3. mantaua superioară

Scoarța terestră este învelișul solid exterior al Terrei, partea superioară a litosferei, având o grosime variabilă (10km sub oceane) - 120km (placa continentală). Ea se desfășoară între exteriorul Pământului și discontinuitatea Mohorovicič cu grosimea de aproximativ 100km. Cea mai mare parte a scoarței este acoperită de hidrosferă, iar o mică parte este acoperită direct de atmosferă. 
Scoarța terestră cuprinde:
- pătura sedimentară, cu grosimi de până la 15.000 m în regiunea munților tineri, dar foarte subțire mai subțire sub oceane
- pătura granitică, alcătuită din granituri, granodiorite, gnaisuri, are grosimi de până la 15.000 m sub continente și ajunge până la 60.000 m în regiunea munților tineri, iar sub oceane este discontinuă sau chiar lipsește
- pătura bazaltică, care are grosimi în jur de 17.000 m sub uscat, ajungând la 5.000 m sub oceane.

Scoarța terestră are în componență o multitudine de minerale, unde metalele și metaloizii reprezintă o parte însemnată. Astfel, 24% din scoarță este constituită din doar 6 metale: fier, aluminiu, sodiu, calciu, potasiu și magneziu. Partea cea mai mare din scoarță este formată din silicați și oxigen, cam 74%, și doar 2% rămâne a fi constituit din alte 84 de elemente chimice.

## Legăturiexterne
- de Der Oberrheingraben. Grosimea scoarței Pământului.